# Питсфийлд
Вижте пояснителната страница за други значения на Питсфийлд.
Питсфийлд (на английски: Pittsfield) е град в Масачузетс, Съединени американски щати, административен център на окръг Бъркшър. Населението му е около 42 931 души (2007).

## Личности
- Елизабет Банкс (р. 1974), актриса
- Уилям Милър (1782 – 1849), проповедник
- Ейдриън Паздар (р. 1965), актьор

## Побратимени градове
- Балина, Ейре